# Февральское наступление на Овьедо
Февральское наступление на Овьедо (исп. Oviedo) — военная операция войск Северного фронта Народной армии Испанской республики, проводившаяся в феврале — марте 1937 года с целью захвата удерживаемого националистами Овьедо. Республиканские войска втянулись в затяжные бои в городе и окрестностях и не достигли стратегического успеха.

## Планы и силы сторон
После боёв 1936 года, националисты, пробившие узкий коридор к Овьедо, в течение многих месяцев удерживали город и окрестности, отбивая постоянные атаки республиканцев.
В первой декаде февраля Центральный республиканский штаб потребовал от Северной армии начать мощное наступление на Овьедо, чтобы франкистская армия отвлекла силы с мадридского фронта, отражавшего наступление националистов под Харамой.
Главнокомандующему республиканской армии на севере генералу Льяно де ла Энкомьенде удалось собрать к середине февраля около 59 пехотных батальонов (из них 7 баскских и 3 из Сантандера) общей численностью 35 000 человек. Учитывая, что франкистская армия имела на фронте в Астурии около 30 000 человек, республиканские войска превосходили её только на 15 процентов, хотя и имели превосходство в артиллерии. Непосредственно в наступлении на Овьедо участвовали 18 тысяч.

## Ход боёв
В пять часов утра 21 февраля, после большой артиллерийской подготовки, началось наступление на Овьедский коридор. Жесткий натиск республиканской армии по всему фронту поначалу увенчался успехом, достигнув частичных целей. Дивизии Трубиа и Авилес, которые атаковали Коридор Градо, захватили высоту Пандо (3 км северо-западнее Овьедо), перерезав дорогу между Овьедо и Градо через Альто-Дель-Эскамплеро, но не смогли полностью закрыть окружение Овьедо, и их продвижение в последующие дни было полностью парализовано из-за отсутствия резервов.
22 февраля франкисты смогли оттеснить республиканцев с дороги Овьедо — Градо и построить военную трассу, которая позволила им сохранить свою жизненно важную пуповину снабжения. К тому же в Овьедо было достаточно припасов, чтобы он смог продержаться довольно долго, даже полностью окруженный. Немецкий легион «Кондор», в случае критической ситуации, своими «Юнкерс-52» готов был к осуществлению сброса продовольствия и боеприпасов над городом.
В это же время в течение пяти дней дивизии Лугонеса и Овьедо были вовлечены в ожесточенные уличные бои в самом городе с небольшими шансами на продвижение. Непрерывные бои и суровые погодные условия превратили наступление в войну на истощение. Вследствие отсутствия резервов, ограниченных запасов патронов и больших потерь республиканцы были вынуждены закрепиться на занятых позициях с целью дальнейших коротких атак в городе и захвата отдельных объектов на коммуникациях противника.
В первой декаде марта мятежники, усиленные двумя марокканскими батальонами, предпринимали контратаки в направлении Трубиа и высоты Пандо, но отбрасывались в исходное положение, неся большие потери.
К середине марта бои прекратились, и республиканцы приступили к укреплению позиций, захваченных у Овьедо.

## Результаты
Атаки республиканских войск, несмотря на их упорство, не были скоординированы. В целом, войска не имели четких тактических или стратегических задач. Франкистский генеральный штаб так и не отозвал значительных войск с мадридского фронта (за исключением двух марокканских батальонов), и все атаки республиканцев на Овьедо были отбиты местными силами. Главная стратегическая цель наступления: ослабить давление войск националистов на мадридском фронте — не была достигнута.